# Palazzo del Giardino (Sabbioneta)

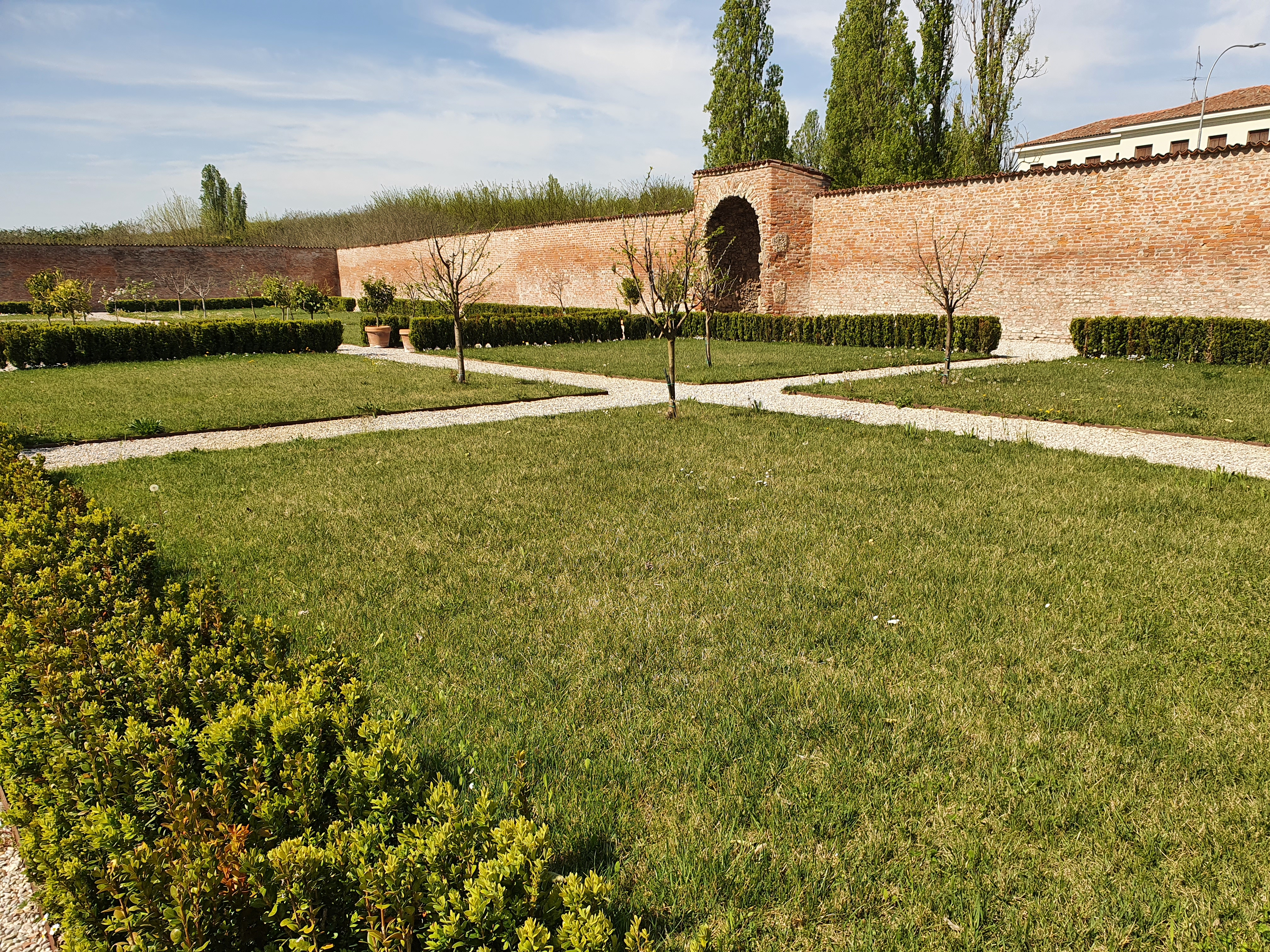
Giardino.

Il Palazzo del Giardino (o il Casino) è un edificio storico di Sabbioneta, in provincia di Mantova.

## Storia e descrizione
Collocato tra la Galleria degli Antichi (Corridor grande) e il Corridor piccolo, venne edificato tra il 1578 ed il 1587 su commissione del duca Vespasiano Gonzaga, concepito come luogo della sua vita privata.
Il piano nobile del palazzo è composto da diverse stanze:
- Camerino dei Cesari, sulla cui parete di fondo è dipinta "Roma Trionfante"
- Camera di Filemone e Bauci, con al centro lo stemma ducale
- Camera dei Miti, dipinta con scene mitologiche da Bernardino Campi
- Camerino di Enea, studiolo del duca finemente affrescato
- Corridoio di Orfeo, con dipinti di Carlo Urbino
- Sala degli Specchi, la più grande dl palazzo, con scene di vira romana e grandi paesaggi, opera forse del pittore Jan Soens, al servizio dei Farnese di Parma
- Camerino delle Grazie, con figure mitologiche opera di Fornaretto Mantovano

Il palazzo è completato da un giardino all'italiana e percorso da due viali con al centro una fontana.